# Between Midnight and Dawn
Between Midnight and Dawn é um filme policial noir estadunidense de 1950 dirigido por Gordon Douglas e estrelado por Mark Stevens, Edmond O'Brien e Gale Storm.

## Elenco
- Mark Stevens como Rocky Barnes
- Edmond O'Brien como Daniel Purvis
- Gale Storm como Katherine Mallory
- Donald Buka como Ritchie Garris
- Gale Robbins como Terry Romaine
- Anthony Ross como Tenente Masterson
- Roland Winters como Leo Cusick
- Tito Vuolo como Romano
- Grazia Narciso como Sra. Romano
- Madge Blake como Sra. Mallory
- Lora Lee Michel como Kathy